# Sérézin-du-Rhône
Sérézin-du-Rhône este o comună în departamentul Rhône din sud-estul Franței. În 2009 avea o populație de 2.479 de locuitori.

## Evoluția populației
| An        | 1975  | 1982  | 1990  | 1999  | 2006  | 2009  |
| --------- | ----- | ----- | ----- | ----- | ----- | ----- |
| Populație | 1.727 | 1.834 | 2.257 | 2.388 | 2.451 | 2.479 |